# Яблоновский мост (Санкт-Петербург)
Я́блоновский мост — пешеходный металлический балочный мост через реку Оккервиль в Красногвардейском районе Санкт-Петербурга.

## Расположение
Расположен рядом с Гранитной улицей.
Выше по течению находится Гранитный мост, ниже — Заневский мост.
Ближайшая станция метрополитена — «Ладожская».

## Название
Название известно с 1950-х годов и дано по названию деревни Яблоновки. 

## История
В 1914 году здесь существовал деревянный балочный проезжий мост. В 1938 году мост был трехпролётным с деревянными прогонами на свайных опорах с деревянным верхним строением и ограждением. Длина моста составляла 30,8 м, ширина – 9,5 м. Он неоднократно ремонтировался в дереве.
В 1957 году был построен Большой Яблоновский мост и Яблоновский мост потерял свое транспортное значение. В 1973 году по проекту инженера Проектного отдела «Ленмосттреста» В. М. Кошкиной его перестроили в пешеходный трёхпролётный деревянный мост балочно-разрезной системы. Пролётное строение состояло из металлических двутавровых балок с деревянным верхним строением. Устои и опоры моста были на деревянных сваях. Длина перестроенного моста составила 30,3 м, ширина – 2,05 м. Существующий мост построен в 1989 году по проекту инженера Проектного отдела «Ленмосттреста» В. И. Фельдмана.

## Конструкция
Мост трёхпролётный металлический балочно-разрезной системы с ортотропной плитой прохожей части. Устои моста облегченного типа на металлических трубчатых сваях с заборными стенками из железобетонных плит. Промежуточные опоры металлические на трубчатых сваях. Покрытие на прохожей части — асфальтобетон. Перильное ограждение металлическое простого рисунка безтумбовое. Длина моста составляет 31,1 м, ширина – 2,25 м.